# Gorzków (powiat Krasnostawski)
Gorzków-Osada is een dorp in het Poolse woiwodschap Lublin, in het district Krasnostawski. De plaats maakt deel uit van de gemeente Gorzków en telt 300 inwoners.